# Tongatapu 4
Tongatapu 4 es un distrito electoral para la Asamblea Legislativa de Tonga. Se estableció para las elecciones generales de noviembre de 2010, cuando los distritos electorales regionales multi-escaños para Representantes Populares fueron reemplazados por distritos electorales de un solo asiento, eligiendo a un representante. Ubicada en la isla principal del país, Tongatapu, abarca parte de Maʻufanga (un distrito de la ciudad capital, Nukualofa), y la totalidad de las aldeas de Houmakelikao, Ananá, ʻUmisi, Fangaloto, Popua, Patangata, Nukunukumotu, Tukutonga y Pangaimotú .
Su primer representante fue ʻIsileli Pulu, del Partido Democrático de las Islas Amigas. Pulu fue elegido por primera vez para la Asamblea en 2002, y en 2010 comenzó su cuarto mandato como legislador, en este nuevo distrito electoral. Fue elegido con una mayoría abrumadora, que parece hacer de este, en la actualidad, un escaño seguro para el partido. Después de la elección, fue nombrado ministro de Educación. Para las elecciones de 2014, Pulu fue deseleccionado por el partido y se presentó como independiente. El DPFI respaldó a Mateni Tapueluelu, quien retuvo el asiento el partido.

## Miembro del Parlamento
| Año de Elección | Miembro           | Partido                                 |
| --------------- | ----------------- | --------------------------------------- |
| 2010            | ʻIsileli Pulu     | Partido Democrático de las Islas Amigas |
| 2014            | Mateni Tapueluelu | Partido Democrático de las Islas Amigas |
| 2017            | Mateni Tapueluelu | Partido Democrático de las Islas Amigas |
| 2021            | Tatafu Moeaki     | Independiente                           |
| 2022            | Mateni Tapueluelu | Partido Democrático de las Islas Amigas |